# Rhinolophus rouxii
Rhinolophus rouxii (Temminck, 1835) è un pipistrello della famiglia dei Rinolofidi diffuso nel subcontinente indiano e nell'ecozona orientale.

## Descrizione

### Dimensioni
Pipistrello di medie dimensioni, con la lunghezza della testa e del corpo tra 42 e 66 mm, la lunghezza dell'avambraccio tra 44,4 e 52,3 mm, la lunghezza della coda tra 22 e 33 mm, la lunghezza del piede tra 7,2 e 12,8 mm, la lunghezza delle orecchie tra 14,5 e 22 mm.

### Aspetto
La pelliccia è soffice e setosa. Le parti dorsali sono marroni, con la base dei peli grigio-brunastra, mentre le parti ventrali sono marroni chiare o grigio-brunastre chiare. È presente una fase completamente arancione. Le orecchie sono piccole. La foglia nasale presenta una lancetta di altezza variabile, astata e improvvisamente stretta nella parte centrale, un processo connettivo con il profilo arrotondato, una sella con i bordi paralleli e l'estremità arrotondata. La porzione anteriore è stretta e d ha una foglietta secondaria sotto di essa. Il labbro inferiore ha tre solchi longitudinali. La coda è lunga ed inclusa completamente nell'ampio uropatagio. Il primo premolare superiore è situato lungo la linea alveolare. 

### Ecolocazione
Emette ultrasuoni ad alto ciclo di lavoro sotto forma di impulsi di lunga durata a frequenza costante di 73–85 kHz.

## Biologia

### Comportamento
Si rifugia all'interno di grotte, cavità degli alberi, edifici abbandonati e templi dove forma colonie da una dozzina a diverse centinaia di individui. Le femmine possono formare dei vivai.

### Alimentazione
Si nutre di insetti come cavallette, falene, scarafaggi, termiti, zanzare ed altri ditteri.

### Riproduzione
Gli accoppiamenti avvengono in India nel mese di dicembre seguiti dai parti a giugno e luglio. Nello Sri Lanka le nascite avvengono in ottobre.

## Distribuzione e habitat
Questa specie è diffusa nel Subcontinente indiano, Cina meridionale e Myanmar centrale.
Vive nelle foreste umide sempreverdi fino a 1.370 metri di altitudine.

## Tassonomia
Sono state riconosciute 2 sottospecie:
- R. r. rouxii: Stati indiani del Andhra Pradesh, Arunachal Pradesh, Chhattisgarh, Goa, Himachal Pradesh, Karnataka, Kerala, Madhya Pradesh, Maharashtra, Meghalaya, Mizoram, Nagaland, Orissa, Pondicherry, Sikkim, Tamil Nadu, Uttaranchal e West Bengal; Nepal, provincia cinese dello Yunnan occidentale, Myanmar centrale;
- R. r. rubidus (Kelaart, 1850): Sri Lanka.

## Conservazione
La IUCN Red List, considerato il vasto areale e la popolazione presumibilmente numerosa, classifica R. rouxii come specie a rischio minimo (Least Concern).